# 项与年
项与年（1894年5月5日—1978年10月2日），原名项廷椿，曾用名梁明德，福建省连城县朋口乡文地村人，中国共产党中央特科地下情报人员。中华人民共和国成立后任辽宁省监察厅副厅长等职。

## 生平
清光绪二十二年农历三月二十三日生。祖父项定方是秀才。父亲项仕豪是农民。兄弟6人，排行第四。9岁时带童养媳王村玉过继给堂叔、汀州府秀才案首项仕杰。15岁时与童养媳王村玉成婚。1918年离家投奔在南京法院任职的三哥项廷爵（福建公立法政专门学校毕业）。此后项与年当过学徒、做过生意，还受到革命思想影响加入了国民党，参加过粤军。
1925年在浙江海宁县硖石小学任教时，由宣中华、何赤华介绍加入中国共产党，被派往荷属东印度加里曼丹岛三馬林達发展党组织。因领导华侨工人运动，1927年被殖民地当局关押五个月后驱逐出境，回国任南京国民政府侨务委员会科长，在上海劳勃生路创办复炎小学（纪念韩复炎烈士）自任校长，最终接上组织关系，为中共中央特科工作。1929年参与特科红队的清除中共叛徒白鑫的行动。1931年改名梁明德（此后一直使用此名字到去世），担任上海与中央苏区之间的秘密交通，后转上海中央局军委做情报工作。经刘哑佛介绍，1934年春奉命打入江西省第四行政督察区兼保安司令部（行政督察专员兼司令莫雄，驻赣北德安县）任机要秘书。1934年获取针对中央苏区的铁桶围剿计划、进攻路线、日程安排、战斗序列等绝密军事情报后，由懂得客家话、熟悉赣南地区的梁明德化妆为教书先生奔赴中央苏区，在泰和县发现无法通过严密的封锁线，自行击落4颗门牙，扮作乞丐最终潜入中央苏区到瑞金沙洲坝向中央特科老领导周恩来汇报。中央三人团据此做出了主力红军突围长征的决定。梁明德随中央红军长征，途中被派去南昌炸毁南浔铁路、切断严重威胁红军长征的从南昌飞机场起飞的战斗机的油料供应。在南昌被捕后未暴露身份，经上海被派往香港隐蔽。1935年底到天津王世英负责的华北联络局工作。西安事变前赴西安做联络工作。1936年2月，第十七路军总指挥杨虎城通知在天津的南汉宸，请他派一个中共党员到陕北苏区问一下中共代表汪锋的真实情况。南汉宸商请王世英、梁明德去陕北苏区。先由崔孟博陪他们到西安，杨虎城表明了愿同红军合作抗日的愿望，请其查问明汪锋的来历，回西安后再见面。汪锋和王世英、梁明德一起被杨虎城军队护送，从阎揆要团驻地淳化进入陕甘苏区。杨虎城部队一些进步文化人搞了一本不定期抗日杂志《活路》，在张、杨部队中影响颇大，负责中共中央与第十七路军联系的交通员梁明德还给毛泽东主席带去了两本。1936年6月杨虎城发现部下几个团长被蒋收买而产生了强烈的危机感，其对中共的冷漠态度发生了改变，“表示极迫切与我方联合及求助”。一直负责十七路军交通线，对十七路军情况十分了解的梁明德明确认为，“对杨不要估计过高”；即使这次杨是主动找红军，看上去也“还不是十分需要，不过作一种不要断的声势”。西安事变后，负责中央和华北联络局之间的交通工作。
1938年从上海到延安，在抗日军政大学学习后，历任西北局统战干事，三边地委常委兼统战部长、1941年12月梁明德接替孙作宾任中共关中分委统战部长，驻新正县马栏区，任职至1942年12月。后任绥德地委常委兼统战部长。在关中地委和绥德地委两度共事的习仲勋评价：“他是一个见多识广、襟怀坦白、善与人同的同志”“长期的地下斗争，把项与年塑造成一个机智勇敢、沉着坚定、不事张扬、不怕任何困难的共产主义战士”。 
抗战胜利后，1945年10月2日梁明德、吴健夫妇和警卫员赫夫友、秦德金、金玲及养女梁西一行，随三五九旅赴东北。途径山西兴县，老友、晋西北公安处长谭政文送给他一匹马、一支三号撸子并派了一名警卫员。1946年1月24日随三五九旅解放延寿县。1946年4月松江省的哈东分区任延寿县任县工委书记兼县长。6月26日，松江省委决定迁驻延寿，设立延寿中心县委，辖方正、通河两县，邹问轩任中心县委书记，梁明德任中心县委委员。1946年7月，梁明德兼任延寿县独立团团长，政委刘岐凤。1946年11月县委书记梁明德兼任独立团政委，团长周正。1947年1月调松江省建设厅工作。1947年8月18日任第二副厅长。1947年底松江省成立南满土改工作团，团长刘澜波，副团长梁明德，成员70多人，南下凤城县、东沟县发动土改。辽东省工业厅副厅长，1949年任旅大行署农林厅厅长，旅大市农业局局长，东北人民政府人民监察委员会高级专员，辽宁省监察厅副厅长，中国人民政治协商会议辽宁省委员会第三届委员。1956年国庆节，为纪念红军长征二十二周年，周恩来总理指示李克农派梁明德去广州邀请莫雄来京参加国庆大典。李克农、叶剑英分别设宴接待莫雄和梁明德，高度赞扬了他们的历史功绩。莫雄和梁明德在颐和园合影留念。1959年首次回阔别多年的家乡探亲，慰问革命烈士家属和老区“堡垒户”群众，在朋口中学（原连城三中）给全校师生讲革命传统。回到东北后，把节攒下的工资购买了1套40千瓦的发电设备捐献给朋口人民公社发电站，同时汇款数千元，赠送3部汽车发动机和电话线等，帮助家乡贫困山区架设电话和发展交通。
1969年被疏散回到家乡连城县住敬老院。1972年辽宁省革命委员会经过反复审查，正式作出结论梁明德是一位久经考验的老革命、老党员，彻底推翻“叛徒”的不实之词，恢复了党籍和名誉，补发了工资。1973年梁明德接到补发的工资后，给原单位汇去了1500元补交几年来因被开除党籍而无法按时上缴的党费，又捐资5000元给家乡朋口人民公社修建莒溪水库和水电站。1978年病逝于龙岩后，龙岩地委主持召开了追悼会。1978年11月7日，辽宁省委为梁明德举行了隆重的追悼会，省委第一书记任仲夷等出席。时任第一机械工业部副部长的项南与妻子赴辽宁参加追悼会时，辽宁省还不知道项南是梁明德的儿子。

## 家人
- 结发妻子王村玉，项家的童养媳出身。1934年在上海，王村玉和她年仅7岁的女儿逮捕，并在家中被搜出共产党的地下电台。母女俩被关到提篮桥监狱。女儿年幼体弱，在监狱中患上了脊柱骨结核症，背部逐渐开始溃烂。关押半年后母女获释回家乡后不久女儿夭折。中华人民共和国成立后，华东局派革命老区慰问团赴闽西等地慰问老区人民。项南在红军家属寻亲名册上看到母亲的名字，派人前去查找，终于把贫病交加的母亲从闽西大山中接出来养老。
- 儿子项南：福建省委第一书记兼福建省军区第一政委。
- 孙女项小米：以祖父的革命经历创作了小说和剧本《英雄无语》，并拍摄成电影。

- 在陕北绥德结婚的夫人吴健（1914年-2020年8月15日）：原名邬贻楣，又名吴健纯。1914年生。母亲夏明玮出身于衡阳官宦之家。著名革命烈士夏明翰是夏明玮的三弟，吴健的三舅。1928年3月夏明翰就义前，在狱中给大姐夏明玮写信：“我一生无遗憾，认定了共产主义这个为人类翻身解放造幸福的真理，就刀山敢上，火海敢闯，甘愿抛头颅，洒热血。” 1930年夏明翰的外甥、即吴健大哥邬依庄在参加红军队伍执行任务时牺牲，年仅19岁。作为“共匪”家属，夏明玮在表兄弟帮助下，谋得北平市清华大学附属中学语文教员的工作。1932年夏吴健投靠母亲入香山慈幼院办的北平幼稚师范学校半工半读。[9]1935年毕业。1935年6月河北省定县任幼稚教师。1936年1月北平幼稚师范实验小学任教。清华大学地下党支部派牛荫冠到幼师发展党员，1936年6月6日介绍吴健入党。1936年12月开始掩护北平市委书记李葆华的社会身份，并任北平市委的文书和交通员。1937年7月随李葆华调山西省委工作，并担任彭真与李葆华的交通员。1937年10月经彭真推荐赴延安学习，任陕甘宁边区政府保安处科员、部门秘书及支部书记。绥德地委组织部干审科干事。结识了孤身一人的梁明德。吴健回忆：“他这个人很会与人交往，待人接物都很有一手的，从不会失礼。这可能与他做秘密工作有关系吧。他文化水平不高，但记忆力特好，人很聪明，能把一切事情都摆布得很好。”二人结婚后，没有自己的孩子，离开陕北时收养了一名烈士遗孤。此后还收养了警卫员家的孩子、贫困矿工家的孩子、战友的孩子。1946年4月吴健任延寿县民主政府保安科长（后为延寿县公安局局长）。1947年1月任松江省委书记张秀山秘书。1947年底夫妻二人调南满工作，吴健任辽南行署干部科科长。1949年初任东北局组织部任秘书副科长。1950年4月任大连工学院党委副书记、党委书记（1951.05－1952.10)。1952年10月任东北工学院系主任，1955年12月当选学院党委第二书记。1956年任沈阳师范学院党委书记。1958年任东北美术专科学校党委书记。1961年任辽宁省教育厅副厅长、党组副书记。1969年被打成“走资派”到朝阳地区喀左县老爷庙镇安德营子大队下放劳动。1972年8月任辽宁省第一师范学院党委常委、革委会副主任。1977年12月任鲁迅美术学院党委副书记、书记。辽宁省政协委员。1983年4月离休。1984年，回湖南省长沙市省老干部休养所，任党支部书记。2006年5月，从长沙市回沈阳休养。